# Mexiko i olympiska vinterspelen 1984
Mexiko deltog med en deltagare vid de olympiska vinterspelen 1984 i Sarajevo. Landets deltagare erövrade ingen medalj.